# Мирчова чешма
Мирчовата чешма е чешма, изградена от камък на 28 юни 1857 г., вградена в източния дувар на къщата на дарителя Ненчо Чорапчиев в село Копривщица. Построена е с иждивението (разноски, разходи) на копривщенския спомоществовател на училища и храмове дядо Тодор Мирчов и други дарители. 
Строителите на чешма, в стремежа си да придадат тайственост на творението я поставят в ниша на тъмно и влажно място. Фасадата на постройката е едн от най-големите в селото, а нейната височина определено е най-голямата измежду всички. Съградена е от гранитни блокове, повечето от които с правоъгълни предни страни, 57 на брой. В горният си ктрай преминава в заоблен от холкери корниз. Корнизът не е твърде голям и е по-малък, в сравнение с подобния на Моравеновата чешма. Тези, характерни за времето отпреди Освобождението методи за украса не се полагат при по-новите градежи.
Височината на чешмата е 320 см., а размера на широчината и е 172 см. Страничната рамка е изпъкнала и има същата украса като горния корниз. Основният камък е донякъде неудобен за използване, тъй като е поставен твърде ниско. Неговите ръбове са украсени с кант, наподобяващ българска шевица. Вътре в този основен камък някога е имало три железни чучура, които вече липсват и чешмата не функционира. Запазена е само едната от металните розетки, поставяни с цел чучура за се слее с каменната фасада. Дренажното корито е изкопано в неголям гранитен блок и частично е заровено в земята. Има формата на четириъгълник със заоблени ръбове с размери: дължина 110 см., ширина 50 см. и дълбочона 26 см. На дъното са направени отвори, през които се е изтичала водата. И Мирчовата чешма има ниша (пезул), в която се е поставял черпак, привързан с фин синджир, предназначен за пиене на вода.

## Ктиторски надпис
Направен е на плоча от полиран, бял мрамор. Основният ктитор Тодор Мирчов е изписан като Теодор Димо[в], което може да доведе до заблуждението, че става дума за две лица.
| „ | 1857 IV совершися ктиторы Теодор Димо[в]...Х Никола Вълко[в] Ненчо Мярко[в]...Неделю Стойко[в] Динчо Рашко[в] за душевно тѣхно спасенiе и вечнiй споменъ | “ |

Намира се на улица „Тумангелова чета“ № 17. В близост се намира зданието на гимназия „Любен Каравелов“, в която понастоящем се помещават Общинският съвет и кмета на града.